# I Love Rock 'n' Roll
I Love Rock 'n' Roll è una canzone scritta da Alan Merrill e Jake Hooker degli Arrows nel 1975.

## Registrazione e pubblicazione
La canzone è stata originariamente registrata dagli Arrows con la RAK Records nel 1975, prodotta da Mickie Most. In un primo tempo la canzone doveva essere sul secondo lato del disco, ma a causa di insistenti pressioni da parte dell'etichetta discografica, è diventata un vero e proprio singolo.
La sua notorietà è dovuta particolarmente alle cover registrate in seguito. La cover più famosa è stata eseguita dai Joan Jett & the Blackhearts negli anni ottanta entrata nella Grammy Hall of Fame Award 2016. Da segnalare anche la versione realizzata dalla famosa cantante pop Britney Spears, e del gruppo hair metal L.A. Guns nel 2010.

## Cover

### Versione di Joan Jett
La cover più nota di I Love Rock 'n' Roll venne probabilmente incisa dalla cantante Joan Jett nel 1981. La cover fu anche campionata dai 5ive per il loro singolo Everybody Get Up, pubblicato nel 1998.

### Versione di Britney Spears
Nel 2002 Britney Spears registrò una sua reinterpretazione della canzone degli Arrows.

### Altre cover
- Nel 1983 "Weird Al" Yankovic pubblicò una cover umoristica intitolata I Love Rocky Road, ove l'artista cita il gelato al gusto rocky road.
- Nel 2008 il dj italiano Alex Gaudino ha pubblicato insieme a Jason Rooney una cover dance del brano come singolo.
- Una cover del singolo è stata eseguita dalla cantante statunitense Miley Cyrus durante le tappe del suo tour Wonder World Tour del 2009, e inserita l'anno successivo nella versione deluxe del suo terzo album Can't Be Tamed.
- Nel 2010 il gruppo musicale giapponese L'Arc~en~Ciel ha pubblicato una cover del brano come singolo estratto dalla raccolta Twenity 2000-2010.
- Nel 2014 la modella e showgirl croata Nina Morić ha pubblicato una cover del brano come singolo, i cui proventi sono stati devoluti in beneficenza.
- Una cover del singolo è stata eseguita dalla cantante italiana Sabrina Salerno durante le tappe del tour francese Stars 80 - L’origine a cui ha preso parte tra il 2016 e il 2017, e inserita nella relativa compilation intitolata Stars 80 - L’album anniversarie pubblicata nel dicembre 2017.
- Nel 2019 i blogger britannici LadBaby pubblicarono una versione parodistica di I Love Rock 'n' Roll intitolata I Love Sausage Rolls che raggiunse il primo posto della UK Singles Chart.